# Депутаты Сената Парламента Казахстана II созыва
Полномочия сената парламента Республики Казахстан II созыва начались с открытием его первой сессии 1 декабря 1999 года и завершились с началом работы первой сессии парламента III созыва 3 ноября 2004 года.
В связи с окончанием срока полномочий депутатов сената, избранных в 1995 году на 4 года, 17 сентября 1999 года состоялись выборы депутатов сената на 6 лет.
Полномочия депутатов сената, избранных в 1997 году, в соответствии с конституционными нормами, продолжались во II созыве до декабря 2002 года.

## Список депутатов сената II созыва
Всего за период полномочий сената II созыва его депутатами были 59 человек.
| ФИО                                  | Срок полномочий депутата сената | Комментарий                                                  |
| ------------------------------------ | ------------------------------- | ------------------------------------------------------------ |
| Абдильдин, Жабайхан                  | 1996—2005                       | Избран от города Алматы                                      |
| Абдыкаримов, Оралбай                 | 1999—2004, 2007—2013            | Назначен указом президента                                   |
| Абильдинов, Думан Ахатович           | 1996—2002                       | Избран от Карагандинской области                             |
| Абыкаев, Нуртай Абыкаевич            | 2004—2007, 2015—2017            | Назначен указом президента                                   |
| Алесин, Владимир Иванович            | 2003—2005                       | Назначен указом президента                                   |
| Аман, Евгений Иосифович              | 1999—2011                       | Избран от Костанайской области в 1999 и 2005 годах           |
| Атрушкевич, Павел Александрович      |                                 |                                                              |
| Ахметов, Кабдыгали Николаевич        | 2002—2008                       | Избран от Западно-Казахстанской области в 2002 году          |
| Ахметов, Рашит Сайранович            | 1999—2017                       | Избран от Западно-Казахстанской области в 2005 и 2011 годах  |
| Байгелди, Омирбек                    | 1996—2011                       | Избран от Жамбылской области в 1995, 1999 и 2005 годах       |
| Барахова, Сайлаукуль Жапбаровна      | 1997—2002                       | Избрана от Южно-Казахстанской области                        |
| Батталов, Марс Арупович              | 1995—2002                       | Избран от Алматинской области                                |
| Батталова, Зауреш Кабылбековна       | 1999—2005                       | Избрана от Восточно-Казахстанской области                    |
| Башмаков, Анатолий Афанасьевич       | 2002—2014                       | Избран от Северо-Казахстанской области в 2002 и 2008 годах   |
| Беркимбаева, Шамша Копбаевна         | 1999—2002                       |                                                              |
| Бигалиев, Ермеккали Аккалиевич       |                                 | Избран от Атырауской области                                 |
| Бижанов, Ахан Хусаинович             | 2005—2017                       | Избран от города Алматы в 2005 и 2011 годах                  |
| Булекпаев, Аманжол Куанышевич        | 1999—2011                       | Избран от города Астаны в 1999 и 2005 годах                  |
| Бультаев, Куанышбек Кульбаевич       |                                 |                                                              |
| Бурлаков, Леонид Николаевич          | 1996—2011                       | Избран от Мангистауской области в 1995, 1999, 2005 годах     |
| Галимов, Фарит Хабибрахманович       | 1999—2011                       | Избран от города Астаны в 1999 и 2005 годах                  |
| Гусинский, Александр Владимирович    | 1996—1999, 2002—2008            | Избран от Восточно-Казахстанской области в 1996 и 2002 годах |
| Джалмагамбетова, Светлана Жакияновна | 2003—2014                       | Избрана от Акмолинской области в 2003 и 2008 годах           |
| Джолдасбаева, Нурлыгаим Чалдановна   | 2003—2011                       | Назначена указом президента                                  |
| Добрышин, Федор Иванович             |                                 |                                                              |
| Досманбетов, Бакберген Сарсенович    | 1999—2011                       | Избран от города Кызылординской области в 1999 и 2005 годах  |
| Есимханов, Сагындык Ольмесекович     | 1999—2005                       | Избран от Павлодарской области                               |
| Ескендиров, Кайрулла Газизович       | 1996—2002                       | Избран от Северо-Казахстанской области                       |
| Жексембинов, Жомарткали Баясилович   | 2002—2008                       | Избран от Алматинской области                                |
| Жумабаев, Ермек Жианшинович          | 1996—2014                       | Избран от Павлодарской области                               |
| Жусупов, Бейбит Газизович            | 1998—2002                       | Избран от города Астаны                                      |
| Иманкулов, Идельбай Исламович        | 1999—2011                       | Избран от Актюбинской области                                |
| Исабеков, Шамсат Жаксылыкович        | 2002—2008                       | Избран от Жамбылской области                                 |
| Кайсаров, Уалихан Абишевич           | 1999—2011                       | Избран от Карагандинской области                             |
| Какишев, Жандарбек Шамильевич        | 1999—2011                       | Избран от Атырауской области                                 |
| Карагусова, Гульжана Джанпеисовна    | 1997—2001                       | Назначена указом президента                                  |
| Карибаев, Жандар Карибаевич          | 1996—2002                       | Избран от Жамбылской области                                 |
| Каюпова, Нина Амировна               | 1999—2003                       |                                                              |
| Кекилбаев, Абиш                      | 2002—2010                       | Назначен указом президента                                   |
| Кист, Виктор Эдуардович              | 2003—2005                       | Избран от Карагандинской области                             |
| Кубайчук, Юрий Алексеевич            | 2002—2014                       | Избран от Карагандинской области в 2002 и 2008 годах         |
| Кужагалиев, Аскар Урынбасарович      | 1999—2005                       | Избран от Атырауской области                                 |
| Кул-Мухаммед, Мухтар Абрарулы        | 1999—2001, 2018—2023            | Назначен указом президента                                   |
| Кусайнов, Боранбай Бакитжанович      |                                 | Избран от Актюбинской области                                |
| Машани, Абылхан                      | 1999—2005                       | Избран от Мангистауской области                              |
| Нурманбетов, Нусупжан Нурманбетович  | 1996—2011                       | Избран от Алматинской области                                |
| Окшин, Юрий Васильевич               | 1997—2002                       | Избран от Восточно-Казахстанской области                     |
| Рахманбердиев, Орынбай               | 2002—2014                       | Избран от Южно-Казахстанской области в 2002 и 2008 годах     |
| Сагиндыков, Елеусин Наурызбаевич     | 2002—2004, 2011—2017            | Избран от Актюбинской области в 2011 году                    |
| Сапиев, Оналбек                      | 1997—2008                       | Избран от Кызылординской области                             |
| Сейдуалиев, Сакен Спаханулы          |                                 | Избран от города Алматы                                      |
| Симамбаев, Тасбай Кабашевич          | 1996—2011                       | Избран от Северо-Казахстанской области                       |
| Султанов, Куаныш Султанович          | 2001—2011                       | Назначен указом президента                                   |
| Сыздыков, Амангельды Хамзинович      | 1999—2005                       | Избран от Акмолинской области                                |
| Таспихов, Амангельды Сатыбалдиевич   |                                 | Избран от Западно-Казахстанской области                      |
| Турегельдинов, Жумабек Сулейменович  | 2002—2014                       | Избран от города Алматы в 2002 и 2008 году                   |
| Туткушев, Бексултан Серикпаевич      | 1996—2008                       | Избран от Костанайской области                               |
| Утебаев, Мусиралы Смаилович          | 2002—2008                       | Назначен указом президента                                   |
| Щеголихин, Иван Павлович             | 1996—2003                       | Избран от города Алматы                                      |